# Beckeriella wirthi
Beckeriella wirthi är en tvåvingeart som beskrevs av Mercedes Lizarralde de Grosso 1998.
Beckeriella wirthi ingår i släktet Beckeriella och familjen vattenflugor. Inga underarter finns listade i Catalogue of Life.